# Котова Ірина Михайлівна
Ірина Михайлівна Котова (біл. Ірына Міхайлаўна Котава; фр. Irina Kotova; нар. 17 листопада 1976, Мінськ) — білорусько-французька художниця, графік, живописець.

## Біографія
Народилася в Мінську. У 1996—2002 роках навчалася на кафедрі графіки Білоруської державної академії мистецтв (м. Мінськ).
У 2003—2007 роках навчалася у Свято-Сергіївському православному богословському інституті у Франції (Париж).
У 2007—2009 роках здобула освіту в науково-дослідному інституті Сорбонни (École pratique des hautes études) в Парижі, на кафедрі історії мистецтв.
Ірина Котова є учасницею міжнародних та республіканських виставок, її роботи зберігаються в Національному художньому музеї Республіки Білорусь, Посольстві Білорусі в Парижі та приватних колекціях у Білорусі, Росії, Франції, Італії, Іспанії, Канаді, США.

## Персональні виставки
- 2005, за підтримки Православної Церкви в Америці, Чарльстон (Південна Кароліна), Сполучені Штати Америки.
- 2006, Посольство Республіки Білорусь у Франції, Париж.
- 2010—2011, Національний художній музей Республіки Білорусь, Мінськ[1].
- 2011, Білоруська державна академія мистецтв[2], Мінськ.
- 2012, Російський центр науки і культури в Парижі[3][4].
- 2013—2014, галерея сайту Orthodoxie.com в Парижі, «Від Втілення до Воскресіння»[5][6].
- 2014, Національний історико-культурний музей-заповідник «Несвізький замок», «Подорож з Парижа у Несвіж»[7][8].
- 2018, Посольство Республіки Білорусь у Франції, Париж[9].
- 2018, Почесне консульство Республіки Білорусь у Франції, Біарріц[10].

## Виставка-дует
- 2013—2014, галерея Русский Мир у Парижі, мистецька виставка «Крила Різдва»[11], спільно з Маргаритою Котовою.

## Групові виставки
- 1991, виставка в Кіноцентрі на Красній Пресні, Москва, Росія
- 1995/1996, Міжнародна виставка, організована Канадським фондом допомоги жертвам Чорнобиля, la Maison du Citoyen, Галл (Квебек), Канада
- 2000, Республіканська виставка «Мастак и кніга», Палац мистецтв у Мінську, Білорусь
- 2000, симпозіум з малюнку «2000 'Студиюм», Білоруська державна академія мистецтв, Мінськ
- 2003, Міжнародна виставка «Alberobello Arte editione 2003», Альберобелло, Італія
- 2003, 3-й Міжнародний мистецький салон, Сартрувіль, Франція
- 2004, 4-й Міжнародний мистецький салон, Сартрувіль, Франція
- 2006 5-й Міжнародний мистецький салон, Сартрувіль, Франція
- 2006, Посольство Республіки Білорусь у Франції, Париж
- 2006, Республіканська молодіжна виставка, Палац мистецтв у Мінську, Білорусь
- 2009, Міжнародна виставка, галерея Палацу Республіки в Мінську, Білорусь
- 2011, Національна бібліотека Республіки Білорусь[12] в Мінську, Білорусь
- 2013, Міжнародна виставка «Ласкаво просимо до Центральної і Східної Європи. Без кліше» в художній галереї «DEVE Gallery» в Брюгге, Бельгія[13]
- 2018, виставка викладачів художніх майстерень, м. Круассі-сюр-Сен, Франція
- 2018, виставка художників білоруської діаспори в Посольстві Республіки Білорусь, Париж, Франція
- 2019, виставка викладачів художніх майстерень, м. Круассі-сюр-Сен, Франція

## Дні відкритих дверей майстерень художників
- 2016 Дні відкритих дверей майстерень художників, м. Круассі-сюр-Сен, Франція
- 2017 Дні відкритих дверей майстерень художників, м. Круассі-сюр-Сен, Франція
- 2018 Дні відкритих дверей майстерень художників, м. Круассі-сюр-Сен, Франція[14]
- 2019 Дні відкритих дверей майстерень художників, м. Круассі-сюр-Сен, Франція

## ПерформансВічність миті
10 січня 2014 року в концертній залі Іоанна XXIII в Парижі відбулася перша презентація інтерактивного літературно-музично-художнього перформансу «Вічність миті», створеного Іриною Котовою спільно з французьким письменником Крістофом Леваллуа і французьким піаністом та композитором білоруського походження Кирилом Заборовим.

## Книжкові ілюстрації
Ірина Котова проілюструвала нову англомовну версію книги Бесіда преподобного Серафима Саровського з М. О. Мотовиловим, яка вийшла друком у 2010 році в Лондоні.

## Презентації, репортажі, документальний фільм
- 2009 Творчість білоруської художниці Ірини Котової було представлено в доповіді[20] французького письменника і публіциста Крістофа Леваллуа в Національному інституті історії мистецтв[fr] в Парижі.
- 2010 Репортаж з відкриття виставки Ірини Котової в Національному художньому музеї Республіки Білорусь[21]; сюжет підготовлений білоруськоюНаціональною держтелерадіокомпанією спеціально для випуску новин Першого національного каналу Білорусі.
- 2010 Документальний фільм Уявний Париж[22] (Білтелерадіокомпанія, режисер Сергій Катьєр). На VII Міжнародному Стрітенському православному кінофестивалі «Зустріч», який проходив з 17 по 22 лютого 2012 року в чотирьох містах Калузької області (Росія), фільм Уявний Париж був удостоєний призу мера м. Обнінська[23]. Також фільм Уявний Париж став лауреатом XXI Міжнародного кінофоруму «Золотий Вітязь», що проходив 22-31 травня 2012 року в Омській області: приз «Бронзовий Вітязь» у номінації «Короткометражні документальні фільми»[24].
- 2014 1 березня в ефір телеканала Білорусь 1 вийшла програма Існасць[25], присвячена творчості білоруської художниці Ірини Котової[26].

## Видання
- 2010 Альбом творів Ірини Котової Уявний Париж (фр. Paris imaginaire; біл. Уяўны Парыж)[27] трьома мовами (російською, французькою та білоруською) був підготовлений і виданий спільно з французьким письменником Крістофом Леваллуа за участю Міністерства культури Республіки Білорусь, Посольства Республіки Білорусь у Франції і Посольства Франції в Білорусі, а також Білоруської спілки художників (Мінськ [Архівовано 24 березня 2012 у Wayback Machine.], ISBN 985-689-339-9)[28].

## Стиль
Євгеній Шунейко — кандидат мистецтвознавства, доцент БДАМ, відзначає лаконічний артистизм образотворчої мови Ірини Котової. Також він позитивно відгується про кінострічку Уявний Париж та про її автора: «Вона [Ірина Котова] не займається документальною констатацією того чи іншого побаченого нею мотиву, а передає його чітку образну особливість, асоціативну багатоплановість. У цьому сенсі її твори сприймаються як живе продовження чудових традицій демократичного французького мистецтва XIX — першої половини XX ст., пов'язаних із незабутньою творчістю імпресіоністів, постімпресіоністів, символістів, експресіоністів, серед яких — К. Моне, К. Піссарро, В. ван Гог, П. Боннар, А. Марке, М. Утрілло, М. Шагал, Х. Сутін й ін. (…) Її живі і виразні твори, виконані на одному диханні, вже знайшли широке визнання серед паризьких цінителів і колекціонерів сучасного мистецтва.»